# بهره‌گیری از خودروهای برقی بر پایه کشور
تا ماه سپتامبر سال ۲۰۱۴ میلادی، میزان فروش جهانی خودروهای برقی بیش از ۶۰۴٬۰۰۰ دستگاه بوده است که از میان آن‌ها ۳۵۶٬۲۳۲ دستگاه خودرو کاملاً برقی و ۲۴۷٬۷۰۰ دستگاه خودرو دوگانه‌ یا هیبریدی بوده‌اند.
در زیر فهرستی از ۱۰ کشور برتر در زمینه بهره‌گیری از خودروهای با سوخت متفاوت در سال ۲۰۱۳ ارائه شده است.(واژگان مخفف شده جدول عبارت‌اند از: * خودرو برقی=خ. ب، * خودرو برقی باتری‌ای=خ. ب. ب و * خودرو برقی دوگانه‌سوز=خ. ب. د.)
| ۱۰ کشور برتر در زمینه بهره‌گیری از خودروهای برقی در سال ۲۰۱۳ (1)                                                      | ۱۰ کشور برتر در زمینه بهره‌گیری از خودروهای برقی در سال ۲۰۱۳ (1) | ۱۰ کشور برتر در زمینه بهره‌گیری از خودروهای برقی در سال ۲۰۱۳ (1) | ۱۰ کشور برتر در زمینه بهره‌گیری از خودروهای برقی در سال ۲۰۱۳ (1) | ۱۰ کشور برتر در زمینه بهره‌گیری از خودروهای برقی در سال ۲۰۱۳ (1) | ۱۰ کشور برتر در زمینه بهره‌گیری از خودروهای برقی در سال ۲۰۱۳ (1) | ۱۰ کشور برتر در زمینه بهره‌گیری از خودروهای برقی در سال ۲۰۱۳ (1) | ۱۰ کشور برتر در زمینه بهره‌گیری از خودروهای برقی در سال ۲۰۱۳ (1) | ۱۰ کشور برتر در زمینه بهره‌گیری از خودروهای برقی در سال ۲۰۱۳ (1) |
| رتبه | کشور                                                            | خ. ب سهم بازار (٪)                                              | رتبه                                                            | کشور                                                            | خ. ب. ب سهم بازار (٪)                                           | رتبه                                                            | کشور                                                            | خ. ب. د سهم بازار (٪)                                           |
| --- | --------------------------------------------------------------- | --------------------------------------------------------------- | --------------------------------------------------------------- | --------------------------------------------------------------- | --------------------------------------------------------------- | --------------------------------------------------------------- | --------------------------------------------------------------- | --------------------------------------------------------------- |
| ۱ | نروژ                                                            | ۶٫۱٪                                                            | ۱                                                               | نروژ                                                            | ۵٫۷۵٪                                                           | ۱                                                               | هلند                                                            | ۴٫۷۲٪                                                           |
| ۲ | هلند                                                            | ۵٫۵۵٪                                                           | ۲                                                               | هلند                                                            | ۰٫۸۳٪                                                           | ۲                                                               | سوئد                                                            | ۰٫۴۱٪                                                           |
| ۳ | ایسلند                                                          | ۰٫۹۴٪                                                           | ۳                                                               | فرانسه                                                          | ۰٫۷۹٪                                                           | ۳                                                               | ژاپن                                                            | ۰٫۴۰٪                                                           |
| ۴ | ژاپن                                                            | ۰٫۹۱٪                                                           | ۴                                                               | استونی                                                          | ۰٫۷۳٪                                                           | ۴                                                               | نروژ                                                            | ۰٫۳۴٪                                                           |
| ۵ | فرانسه                                                          | ۰٫۸۳٪                                                           | ۵                                                               | ایسلند                                                          | ۰٫۶۹٪                                                           | ۵                                                               | ایالات متحده آمریکا                                             | ۰٫۳۱٪                                                           |
| ۶ | استونی                                                          | ۰٫۷۳٪                                                           | ۶                                                               | ژاپن                                                            | ۰٫۵۱٪                                                           | ۶                                                               | ایسلند                                                          | ۰٫۲۵٪                                                           |
| ۷ | سوئد                                                            | ۰٫۷۱٪                                                           | ۷                                                               | سوئیس                                                           | ۰٫۳۹٪                                                           | ۷                                                               | فنلاند                                                          | ۰٫۱۳٪                                                           |
| ۸ | ایالات متحده آمریکا                                             | ۰٫۶٪                                                            | ۸                                                               | سوئد                                                            | ۰٫۳٪                                                            | ۸                                                               | بریتانیا                                                        | ۰٫۰۵٪                                                           |
| ۹ | سوئیس                                                           | ۰٫۴۴٪                                                           | ۹                                                               | دانمارک                                                         | ۰٫۲۸٪                                                           | ۹                                                               | فرانسه                                                          | ۰٫۰۵٪                                                           |
| ۱۰ | دانمارک                                                         | ۰٫۲۹٪                                                           | ۱۰                                                              | ایالات متحده آمریکا                                             | ۰٫۲۸٪                                                           | ۱۰                                                              | سوئیس                                                           | ۰٫۰۵٪                                                           |
| ملاحظات: (۱) در این جدول فهرست خودروهای برقی‌ای در نظر گرفته شده است که امکان تردد در بزرگراه‌ها تا سال ۲۰۱۳ را دارند. |                                                                 |                                                                 |                                                                 |                                                                 |                                                                 |                                                                 |                                                                 |                                                                 |